# Cape Ann (Schiff)
Die USS Cape Ann ist ein Frachtschiff von Farrel Lines und später von MARAD. Heute ist sie einer Reserveflotte zugeordnet.

## Geschichte
Der in Pascagoula gebaute  Frachter Africa Mercury wurde  am 21. Dezember 1962 für Farrell Lines in Dienst gestellt. 19 Jahre später wurde sie von MARAD gekauft und in Cape Ann umbenannt.
Seit 1980 war die Cape Ann der Ready Reserve Force als Frachtschiff zugeordnet. Nach dem ersten Golfkrieg wurde sie in die Reserve herabgestuft. Am 19. Dezember 2002 wurde die Cape Ann der James River Reserve Fleet zugeordnet.